# Бирманский восточный бюльбюль
Бирманский восточный бюльбюль (лат. Iole viridescens) — вид певчих воробьиных птиц из семейства бюльбюлевых. Выделяют три подвида.

## Распространение
Ареал простирается от южной части Мьянмы до юго-западного Таиланда и полуострова Малакка. Естественной средой обитания этих птиц являются субтропические или тропические влажные равнинные, а также субтропические или тропические влажные горные леса.

## Описание
Длина тела 19 см. У представителей номинативного подвида голова по бокам окрашена в желтовато-оливковый цвет, верхние части тела и голова насыщенно-оливкового оттенка.

## Биология
Питаются в основном ягодами, иногда насекомыми.

## Охранный статус
МСОП присвоил виду охранный статус LC.